# Asma Lamrabet
Asma Lamrabet (Rabat, 1961) es una doctora, autora y feminista islámica marroquí. 

## Vida personal
Asma Lamrabet nació en 1961 en Rabat, Marruecos, donde actualmente reside. Considera que su educación ha sido occidental. En una entrevista realizada por A. Prado, afirmó "Nací en Rabat en el seno de una familia tradicional pero con un padre socialista y laico que siempre me dijo: "Tu libertad es tu diploma"".

## Carrera
Estudió medicina y trabajo como voluntaria en España y Latinoamérica. Durante ocho años trabajó en Chile y México. Allí entró en contacto con la Teología de la liberación, lo que le llevó a examinar su propia religión.
De 2004 a 2007, regresó a Marruecos, donde organizó un grupo de mujeres musulmanas interesadas en investigar y reflexionar sobre el islam y el diálogo intercultural.
En 2008, fue nombrada presidenta y miembro del consejo del Grupo Internacional de Estudios y Reflexión sobre la Mujer y el islam (GIERFI), con sede en Barcelona. GIERFI cuenta con miembros y expertos de al menos ocho países diferentes, incluyendo Inglaterra, Francia, Estados Unidos y Marruecos. Su misión es ayudar a crear una nueva conciencia femenina musulmana.
A lo largo de este período, continuó trabajando como médico, especializándose en trastornos sanguíneos en el Hospital Infantil de Rabat.
En 2011 fue nombrada Directora del Centro de Estudios e Investigación sobre Cuestiones de la Mujer en el Islam de la "rabita mohammadia des ulemas" bajo el patrocinio del Rey Mohammed VI. Como directora, organizó un seminario internacional para mujeres de las tres grandes religiones abrahámicas.
Es autora de cinco libros (en francés). Es más conocida por Musulmane tout simplement. Publicó artículos en inglés y francés que exploran temas polémicos, como el matrimonio interreligioso y la reforma religiosa, en un contexto musulmán.
Es una feminista de tercera vía que revisa textos islámicos sagrados. Ha sido comparada con Amina Wadud y Margot Badran debido a su creencia compartida de que las interpretaciones que subyacen a la Ley Islámica del siglo IX eran excesivamente patriarcales y deben ser reinterpretadas. Lamrabet también ha citado a Gayatri Chakravorty Spivak como inspiración intelectual para resistir la hegemonía del feminismo occidental. 

### Feminista de tercera vía
"Tercera vía" es un término acuñado por Doris H. Gray y es un enfoque humanista del feminismo islámico. Intenta reunir a las dos sectas islámicas que "presuponen la existencia de un conjunto básico de valores humanos que trasciende las fronteras y las culturas".  Actualmente, es utilizado principalmente por feministas marroquíes. Lamrabet y sus pares reinterpretan los textos sagrados para mostrar a las mujeres como seres independientes y no como seres relacionales con los hombres. Las obras de Lamrabet son un ejemplo de cómo aplicar el feminismo de tercera vía, porque examina los textos sagrados de manera académica, recordando el contexto cultural en el que fueron escritos. Lamrabet también cree en un tipo particular de secularismo que se basa en el islam, más que en las concepciones occidentales del mismo. Lamrabet cree que la religión no debe ser usada para beneficio personal o político. 
Cuando se le pregunta sobre la igualdad entre hombres y mujeres en el islam afirma: "Hay que deconstruir las interpretaciones misóginas y patriarcales que han marginado a la mujer y la han privado de sus derechos. Al contrario del discurso oficial,el Corán incita a la emancipación de la mujer y a su liberación, a la participación social y política, al derecho a elegir marido o al divorcio. Eso no se encuentra en el discurso oficial del islam, pero hay argumentos tajantes. El sometimiento de la mujer al marido sólo se ha fomentado por esa interpretación patriarcal y machista, pero para el Corán, la mujer ideal es la mujer autónoma y participativa, y eso es lo que queremos revelar a las mujeres"

### Crítica
Su trabajo provocó críticas que argumentaron que este enfoque no aborda suficientemente los temas importantes, como la violencia hacia las mujeres y la poligamia. Otra crítica sostiene que las feministas de la tercera vía carecen de los conocimientos teológicos suficientes para interpretar correctamente los textos a lo que responde: "Personalmente soy objeto de críticas pero al tener el argumento religioso puedo enfrentarme a los Ulemas con textos del islam. Siempre intento ser pedagógica, es un trabajo que se hace desde el interior y se deben respetar algunas normas. Intento privilegiar siempre el debate, aunque parezca en ocasiones que no vamos a salir de un discurso tan cerrado". Su trabajo ha sido descrito como conceptual y metódicamente débil. Se afirma también que su obra "raya en el tipo de propaganda fundamentalista islámica conocida por la activista política islámica marroquí, Nadia Yassín" y que su trabajo en materia de identidad es "anticuado en los debates sociológicos relevantes".

## Premios
En 2013, recibió el Premio de Ciencias Sociales de la Organización de Mujeres Árabes por su libro, Femmes et hommes dans le Coran: quelle égalité?

## Libros
Lamrabet ha escrito diversos libros: 
- Musulmane tout simplement,  Éditions Tawhid, 2002
- Aïcha, épouse du prophète ou l'Islam au féminin, Éditions Tawhid, 2004.
- Le Coran et les femmes : une lecture de libération, Éditions Tawhid, 2007
- Femmes. Islam. Occident: chemins vers l'universel, Séguier, 2011
- Femmes et hommes dans le Coran: quelle égalité? Ediciones al-Bouraq, 2012 (recibió el premio de la Mujer Árabe 2013 en la categoría de ciencias sociales)
- Women in the Qur’an : an emancipatory Reading, Markfield (UK), Kube Publishing 2016
- “Les femmes et l’Islam : une vision réformiste" , série “Valeurs d’Islam”, Paris, Fondation pour l’innovation politique, 2015
- Men in Charge?, obra colectiva, Oneworld, Londres, 2015
- Femmes et Religions; points de vue de Femmes du Maroc,  obra colectiva ed. Hakima Lebbar, 2014, Editions La Croisée des Chemins.
- Croyantes et féministes, un autre regard sur les religions, Editions La croisée des Chemins, Casablanca
- Islam et femmes : les questions qui fâchent, éditions En toute lettres, Casablanca (recibió el premio Grand Atlas 2017)
- L'héritage des femmes: étude multidisciplinaire, obra colectiva, ed. Siham Benchekroun, Empreintes, Casablanca 2017
- Femmes-Islam-Occident: chemins vers l'universel, Éditions La croisée des chemins (Casablanca) y Séguier-Atlantica (Francia)

### Libros en español
- Aisha esposa del profeta: el Islam en femenino, traducción de Juan Antonio Mateos. Colección Shahada, Publicaciones de la Junta islámica, 2009.

- El Coran y las mujeres: una lectura de liberación, Icaria, 2011.